# Spermatide
Les spermatides constituent une des étapes de la spermatogenèse : les spermatocytes II (haploïdes) produisent après la seconde division de méiose les spermatides (haploïdes). 
Situées près de la lumière du tube séminifère, ce sont des cellules légèrement allongées qui ne se divisent plus. 
Leur noyau clair présente un volumineux nucléole. Leur cytoplasme est riche en mitochondries et présente une formation particulière : l'idiosome, qui résulte de la coalescence des dictyosomes autour du diplosome. 
Lors de spermiogenèse les spermatides rondes (ou jeunes spermatides) vont donner les spermatides en cours d'élongation, puis les spermatides allongées pour aboutir aux spermatides matures (fonctionnellement équivalents aux spermatozoïdes) et aux spermatozoïdes. 
Après avoir subi une spermiogenèse, les spermatides vont donc donner les spermatozoïdes. Ceux-ci se détachent de la cellule de Sertoli et tombent dans la lumière du tube séminifère : c'est la spermiation. 